# الشعبة (رفحاء)
الشعبة (شعبة نصاب) قرية ومركز إداري من فئة (أ) تابع لمحافظة رفحاء بمنطقة الحدود الشمالية في السعودية.

## نشأتها والموقع
شعبة نصاب (تسمى اختصاراً: الشعبة) هي قرية سعودية متطورة تعتبر من أقدم المناطق المأهولة في السكان في الحدود الشمالية حيث وضعت أرامكو غرفة تقوية ضخ على خط التابلاين ووضعت عليها حراس وبالتالي وضعت فيها بئراً ارتوازيا مما جعل البدو تتهافت عليها من كل صوب وذلك عام 1948 م تقع الشعبة في منطقة الحدود الشمالية بين حفر الباطن ورفحاء على خط التابلاين البترولي وبإحداثيات تقع على خط عرض 28.88 وخط الطول 44.73بارتفاع 401 م عن سطح البحر.

## سبب التسمية
لم يثبت قول في سبب التسمية والراجح حسب المصادر انها سمية بـ(شعبة نصاب) نسبة إلى المنطقة التي اختارتها شركة ارامكو وهي نصاب و أضيفة كلمة شعبة كناية عن المنطقة الإدارية لنصاب حيث كانت محط توافد للبدو الرحل ومركز تجاري كان يربط المملكة بالجمهورية العراقية في وقت سابق وذلك لقربه الكبير من الحدود العراقية.

## السكان
سكان روضة شعبة نصاب يتجاوز عددهم 3000 نسمه بين مواطن ومقيم وفيها في ما يقرب من الـ (150 مسكن).

## الإمارة
أول أمير لشعبة نصاب هو فهد الحميدي الخرصي من أهل الزلفي. والان \رئيس مركز إمارة شعبة نصاب \سلطان بن سعد الجارد.

## الدوائر الحكومية والخدمات
تتوفر بالمدينة جميع الخدمات من بلدية وتعليم ورعاية صحية وكهرباء وأيضاً خدمة الاتصالات وتوجد أيضاً عدة حدائق عامة ومنتزه الأمير عبد الله بن عبد العزيز بن مساعد يعتبر أكبر منتزه في الحدود الشمالية.

## المقار الحكومية
- الإمارة
- هيئه الهلال الأحمر السعودي
- قطاع مكافحة المخدرات
- المحكمة
- المرور
- الشرطة
- الجمعية الخيرية
- تحفيظ القرآن الكريم
- مكتب الدعوة وتوعية الجاليات
- البلدية
- الدفاع المدني
- هيئة الأمر بالمعروف والنهي عن المنكر
- المستوصف
- البريد
- سلاح الحدود
- المستشفى
- مدارس(الابتدائية-المتوسطة-الثانوية)
- الميزان

## في الشعر
ورد اسمها في قصيدة نبطية للشاعر عايد العطيشان:

## عام
شعبة نصاب منطقة مشهورة لهواة الرحلات والقنص وتعتبر من أهم المناطق الواقعة بين محافظتي حفر الباطن ورفحاء.